# Anita Kerr
Anita Jean Grilli (Memphis, Estados Unidos; 13 de octubre de 1927 – Carouge, Suiza; 10 de octubre de 2022), conocida en el ámbito artístico como Anita Kerr, fue una cantante, compositora, música y productora discográfica estadounidense ganadora de tres Premios Grammy.

## Biografía
Kerr inició su carrera a finales de la década de 1950, grabando algunos discos para Decca Records y Sesac Records como parte del Anita Kerr Quartet. En los años 1960 continuó grabando discos y registrando presentaciones en vivo como líder de grupos vocales en los géneros pop y country.
En 1965 ganó un Premio Grammy con The Anita Kerr Singers por el álbum We Dig Mancini en la categoría de mejor interpretación de un grupo vocal. Un año después ganó el mismo premio en la misma categoría por el sencillo «A Man and A Woman».
En la década de 1970 obtuvo dos nominaciones a los Grammy y ganó el Premio GMA Dove por el disco Walk a Little Slower. Tras publicar un disco en solitario titulado In the Soul en 1988, su presencia en los escenarios empezó a hacerse cada vez más escasa.  En 1992 recibió el premio NARAS Governors «[en] reconocimiento a [su] destacada contribución a la música estadounidense».
Asimismo, fue una de las únicas tres mujeres que dirigieron la orquesta en el Festival de la Canción de Eurovisión (junto a Monica Dominique y Nurit Hirsh). En su caso, lo hizo en la edición de 1985, para la canción Piano, piano de Mariella Farré y Pino Gasparini, en representación de Suiza.
Falleció el 10 de octubre de 2022 en Carouge, Suiza a los 94 años.

## Premios
- 1965: El álbum de The Anita Kerr Singers We Dig Mancini ganó un Premio Grammy por mejor interpretación de un grupo vocal.
- 1965: El álbum de George Beverly Shea Southland Favorites, con contribución de The Anita Kerr Quartet, ganó un Premio Grammy por mejor álbum de góspel.
- 1966: El sencillo de The Anita Kerr Singers «A Man and A Woman» ganó un Premio Grammy por mejor interpretación de un grupo vocal.
- 1970: El álbum de The Anita Kerr Singers The Anita Kerr Singers Reflect on the Hits of Burt Bacharach & Hal David ganó un Premio Edison.
- 1976: El álbum de The Anita Kerr Singers Gentle as Morning fue nominado a un Premio Grammy por mejor interpretación inspiracional.
- 1976: El álbum de The Anita Kerr Singers Walk a Little Slower ganó un Premio GMA Dove por mejor álbum de góspel del año.
- 1977: El álbum de The Anita Kerr Singers Precious Memories fue nominado a un Premio Grammy por mejor interpretación inspiracional.